# Adam Leis
Adam Leis (* 16. Juli 1892 in Frankfurt am Main; † 17. September 1942 in Frankfurt-Preungesheim) war ein Widerstandskämpfer gegen den Nationalsozialismus.

## Leben
Adam Leis wohnte als Kind mit seiner Familie in der alten Mühle im Rosental in Hallgarten. Das Bauwerk brannte 1906 ab, woraufhin Eva Leis mit ihren Kindern zu Verwandten nach Frankfurt am Main zog. Adam Leis, gelernter Gärtner, wurde Mitglied der KPD.
Leis lebte etwa ab der Mitte der 1930er Jahre mit seiner Ehefrau Anita in Frankfurt. Leis wurde wegen kommunistischer Betätigung mehrfach inhaftiert. Ab 1939 hielt er politische Schulungen ab, die als Skatrunden getarnt waren. Er ging davon aus, dass der Zweite Weltkrieg mit einer von der Sowjetunion eingeleiteten Weltrevolution enden würde.
Ein Treffen zweier illegaler Gruppen am Pfingstmontag 1941 in der Wohnung Georg Rauleders, an dem auch Anton Breitinger beteiligt war, wurde Leis zum Verhängnis. Der Spitzel Alfred Stolze verriet die Beteiligten; Leis wurde wie viele andere wegen seiner Tätigkeit im Widerstand zum Tode verurteilt. Seine Witwe stellte im Jahr 1958 erfolglos eine Strafanzeige gegen den einstigen Oberreichsanwalt Karl Bruchhaus, der die Todesurteile gefordert hatte.

## Ehrungen
- In Frankfurt wurde eine Straße nach Adam Leis benannt. An der Pfarrkirche in Hallgarten wurde ein Stolperstein für Adam Leis verlegt.[1]
- An seinem Wohnhaus in der Eßlinger Straße 8 in Frankfurt befindet sich seit 1995 eine bronzene Erinnerungstafel, die ein Porträt Leis’ sowie einen kurzen Text mit seinen biographischen Daten trägt.[3]